# Microsteira axillaris
Microsteira axillaris là một loài thực vật có hoa trong họ Malpighiaceae. Loài này được (Baker) Nied. mô tả khoa học đầu tiên năm 1924.